# Amphicoelias
Amphicoelias, cujo nome significa "dupla cavidade", foi um gênero de dinossauros saurópodes que viveram durante o período Jurássico há aproximadamente 150-145 milhões de anos no Colorado, Estados Unidos, que inclui uma espécie: Amphicoelias altus. Outra espécie, A. fragillimus, foi incluída neste gênero no passado, mas foi posteriormente movida para seu próprio gênero, Maraapunisaurus.

## Descrição
O Amphicoelias altus possuía uma dentição homodonte, tendo dentes com um formato semelhante ao de um cilindro fino. Várias características originalmente consideradas como exclusivas deste gênero posteriormente foram também descobertas em diplodocos, aumentando a possibilidade de que ambos sejam sinônimos.
Além das semelhanças físicas com o diplodoco, o tamanho do A. altus era semelhante ao do Diplodocus carnegii: cerca de 21-25 metros de comprimento e 4 metros de altura nos quadris.

## Descoberta
Amphicoelias altus foi nomeado por Edward Drinker Cope em 1877, embora a descoberta só tenha sido publicada no ano seguinte. A descoberta inicial incluía um púbis e um fêmur. Em 1921,  Henry Fairfield Osborn e Charles Craig Mook encontraram mais ossos: uma escápula, um coracoide, uma ulna e um dente.